# Formica alsatica
Formica alsatica es una especie extinta de hormiga del género Formica, familia Formicidae. Fue descrita científicamente por Théobald en 1937.
Habitó en Alemania. Se registró en el distrito de Kleinkembs, en Efringen-Kirchen.